# Кроусон, Рой
Кроусон, Рой (Roy Albert Crowson, 22 ноября 1914 года — 13 мая 1999 года) — английский энтомолог и колеоптеролог, крупнейший специалист по жукам (Coleoptera).

## Биография
В 1932—1936 гг. он получил высшее образование в колледже Лондонского Университета. В период 2-й мировой войны служил в армии. В 1954 г. он женился на Элизабет А. Кроусон.
С 1949 года и до конца жизни проводил исследования и читал лекции на кафедре зоологии в Университете Глазго (Zoology Department, University of Glasgow). Собирал коллекции жуков и их личинок по всему миру, исследовал их биологию и таксономию. Его монография 1955 года The natural classification of the families of Coleoptera положила начало современной научной классификации всего отряда Жесткокрылые. Кроусон ревизовал все таксоны жуков ранга семейства, предложив 1 новый подотряд, 2 инфраотряда (серии надсемейств) и 40 новых семейств, подсемейств и триб. В 60-х гг. Лондонский университет присудил ему докторскую степень за его работы в области систематики и филогенетики жесткокрылых. Один раз он был в СССР (Ленинград и Москва — во время Международного энтомологического конгресса в 1968).
Его коллекции насекомых находятся в нескольких музеях, в том числе в Hunterian Museum and Art Gallery, Глазго и в Музее естествознания (Natural History Museum), Лондон.
Умер от инсульта 13 мая 1999 года, занимаясь изучением жуков, на 85-м году его жизни.

## Награды
В 1980 году награждён почетной Медалью Карла Линнея за продолжение линнеевских традиций в современной биологии. Рой Кроусон был избран почетным членом Всесоюзного энтомологического общества, Европейской колеоптерологической ассоциации и многих других научных обществ.